# Uotsola
Uotsola är en tätort (finska: taajama) i Sastamala stad (kommun) i landskapet Birkaland i Finland. Fram till 2009 var Uotsola centralorten för Mouhijärvi kommun. Vid tätortsavgränsningen den 31 december 2021 hade Uotsola 1 107 invånare och omfattade en landareal av 3,84 kvadratkilometer.